# Barefoot
Barefoot is een Amerikaanse romantische tragikomedie uit 2014 onder regie van Andrew Fleming. De film is een remake van het Duitse Barfuss, dat op zijn beurt weer is gebaseerd op het Engelstalige script Barefoot van Stephen Zotnowski.
De titel komt voort uit het gegeven dat hoofdpersonage Daisy Kensington een hekel heeft aan het dragen van schoenen en daarom vrijwel de hele film op haar blote voeten loopt.

## Verhaal
Jay Wheeler is een zoon uit een welvarende familie vol mensen met zowel privé als maatschappelijk voortvarend verlopende levens. Hijzelf is daarentegen een vrijgezelle rokkenjager die een minimuminkomen verdient als conciërge van een psychiatrisch ziekenhuis. Daarnaast heeft hij met gokken een schuld van $37.000,- opgebouwd bij een woekeraar. Dit alles verzwijgt hij tegenover zijn familie, die hij voorhoudt dat hij een managementfunctie heeft in het ziekenhuis.
Wanneer Jay wordt uitgenodigd voor de bruiloft van zijn jongere broer, wil hij de gelegenheid aangrijpen om zijn wantrouwige ouders ervan te overtuigen dat hij zijn leven wel degelijk op orde heeft. Daarom zoekt hij een vrouw die zich voor de gelegenheid voor wil doen als zijn vaste partner. Hij kent niettemin alleen strippers en eenmalige veroveringen die geen van allen aan zijn plan willen meewerken. Nadat Daisy Kensington voor opname aankomt bij het psychiatrisch ziekenhuis waar hij werkt, volgt ze hem naar buiten. Bij gebrek aan alternatieven neemt Jay haar daarop mee naar zijn familie om zich voor te doen als zijn als verpleegster werkende vriendin. De naïeve en aanhankelijke Daisy is alleen totaal wereldvreemd en uiterst onzeker doordat ze in volstrekte sociale isolatie opgroeide bij haar geesteszieke moeder.

## Rolverdeling
- Evan Rachel Wood - Daisy Kensington
- Scott Speedman - Jay Wheeler
- Treat Williams - Mr. Wheeler
- Kate Burton - Mrs. Wheeler
- J.K. Simmons - Dr. Bertleman
- David Jensen - Mr. Phelpmitter
- Jaqueline Fleming - Margie
- Ashleigh Borman - Susan
- Ricky Wayne - Mr. Frakel
- Thomas Francis Murphy - Mr. Bryant
- Julie Ann Doan - Mrs. Nealberry
- Ian Nelson  Ian Nelson - Jerry
- Andrea Moore - Kate